# Престон Клауд
Престон Ерселл Клауд Молодший (англ. Preston Ercelle Cloud, Jr.; 26 вересня 1912 — 16 січня 1991) – американський палеонтолог, географ і геолог. Відомий розробкою геохронологічної шкали часу та дослідженнями з біогенезу Землі. Його праці сприяли відкриттю Кембрійського вибуху. Клауд був також піонером у галузі екології. Член низки наукових товариств. На честь Престона Клауда названо вимерлий рід клаудин.

## Біографія
Клауд народився у Вест Ептоні, штат Массачусетс, і виріс у Вейнсборо, штат Пенсільванія, де розвинувся його інтерес до природознавства. Після коледжу Клауд відслужив три роки у ВМС США (з 1930 до 1933), де проявив себе, зокрема, як чудовий боксер.
Незважаючи на труднощі, що виникли під час Великої депресії, Клауду вдається зібрати гроші за свій перший семестр занять в університеті Джорджа Вашингтона.
Великий вплив на кар'єру Клауда мав Рей Басслер (1878—1961), професор і куратор палеонтологічного відділу Національного природничого музею. Басслер помітив інтерес Клауда до його досліджень і дав можливість студенту працювати в музеї спочатку як різнороб, а потім як таксидерміст. Пізніше Клауд працював з палеонтологом і стратиграфом Г. Артуром Купером. Від Купера Клауд дізнався багато нового про скам'янілості, особливо про групу брахіопод, про яку вони з Купером опублікували 1938 року спільну статтю. Незважаючи на те, що Клауд мав штатну посаду в музеї, того ж року він отримав ступінь бакалавра наук.
Після закінчення університету стипендія Купера дозволила йому відвідувати Єльський університет, хоча йому також довелося продовжувати працювати таксидермістом. 1940 року в Єльському університеті він здобув ступінь доктора філософії в 1940 р. Його монографія про брахіопод була відзначена премією ім. А. Крессі Моррісона в галузі природознавства в Нью-Йоркській академії наук і була опублікована 1942 року Геологічним товариством Америки.
До війни Клауд недовго викладав у Школі шахт Міссурі в Роллі та в Єлі. Він провів Другу світову війну разом із Геологічною службою США (USGS), картографуючи основні військові ресурси в США. Після війни Клауд недовго працював Асистентом професора палеонтології та куратором палеонтології безхребетних в Гарвардському університеті, але повернувся до USGS у 1948 р., щоб, серед іншого, нанести на карту Маріанські острови.
Починаючи з 1948 року, Клауд досліджував розвиток життя й зокрема метазоїв (багатоклітинних організмів) протягом перших 200 мільйонів років фанерозою. З 1968 року Клауд працював над моделями ранньої Землі і намагався зрозуміти взаємодію між біосферою, атмосферою, гідросферою та літосферою. Він висунув тезу про збільшення вільного кисню в первісній атмосфері близько двох мільярдів років тому.
У період між 1949 і 1959 роками Клауд очолював відділ палеонтології USGS у Вашингтоні, розширивши його з маленької групи до великого відділу. У цей час він проводив дослідження в Іспанії та на Великих Багамських відмілинах. Він зрозумів, що систематичне дослідження континентального шельфу має велике значення для досліджень, тож намагався координувати національні дослідження в цьому сенсі.
У 1961 році Клауд був призначений директором Департаменту геології та геофізики Університету Міннесоти. З 1965 року він переїхав до Каліфорнійського університету в Лос-Анджелесі (UCLA) на посаду професора біогеології. Він працював у кампусі Санта-Барбари UCLA до кінця 1970-их, де також представляв USGS. З 1961 року він був членом Національної академії наук більше 30 років, де обіймав кілька посад.
Клауд був одружений тричі і мав шістьох дітей. В останні роки життя він страждав на бічний аміотрофічний склероз, від якого врешті помер у січні 1991 року.

## Членства
- 1969: Клауд був обраний до Американської академії мистецтв і наук .[8]
- 1973: обраний членом Американського філософського товариства .
- 1988: став членом-кореспондентом Палеонтологічного товариства .

## Праці
- The Biosphere, Scientific American, September 1983 (Sonderheft Dynamic Earth)
- Terebratuloid Brachiopoda of the Silurian and Devonian, Geological Society of America Special Publ. 38, 1942
- Some Problems and Patterns of Evolution Exemplified by Fossil Invertebrates, Evolution, Band 2, Dezember 1948, S. 322—350
- Our Disappearing Earth Resources, Field Enterprises Educational Corporation, 1969
- mit Aharon Giber: The Oxygen Cycle, Scientific American, September 1970
- Major Features of Crustal Evolution, Alexander Du Toit Memorial Lectures 14, Geological Society of South Africa, 1976
- Cosmos, Earth and Man: Short History of the Universe. New Haven, Conn.: Yale University Press, 1978, ISBN 978-0300021462.
- Oasis in Space: Earth History from the Beginning, W. W. Norton, 1989, ISBN 978-0393305838.

## Відзнаки
- 1976: медаль Пенроуза від Геологічного товариства Америки
- 1977: Медаль Чарльза Дуліттла Волкотта від Національної академії наук